# Museo del tessile (Leffe)
Il Museo del tessile di Leffe, istituito nel 2005, ripercorre la storia della tessitura dal periodo greco-romano al boom economico degli anni settanta e ottanta. Nella sede, nel comune bergamasco di Leffe, è in esposizione tutta la filiera tessile, dalle fibre tessili, naturali e artificiali, ai macchinari di filatura e preparazione alla tessitura.

## Storia
Fondato nel 2005 da un gruppo di volontari esperti del settore, il museo nel 2013 è stato trasferito nella sua attuale sede, uno stabile precedentemente utilizzato da una tessitura.

## Descrizione
L'esposizione si compone di una parte dedicata ai macchinari tra i quali si possono trovare carde, arcolai, torcitoi, telai, dai più antichi, come quelli verticali, ai più recenti meccanici. Si possono trovare anche macchine per fare le frange, bordature, passamaneria e ricamo. Degno di nota il grande torcitoio della seta avente un diametro di 4,5 m. La parte dedicata alle fibre e ai tessuti, comprende anche la lavorazione delle fibre sintetiche ricavate dal recupero delle bottiglie di plastica, come forma di attenzione per il tema del riciclo e della sostenibilità. Completa il percorso, nella parte esterna, il cosiddetto "giardino tessile" con le piante dalle quali si ricavano fibre e colorazioni naturali. Il museo è dotato anche di un'aula didattica.